# Unax Ugalde
Unax Ugalde Gutiérrez (Vitoria, 27 novembre 1978) è un attore spagnolo di origine basca.

## Biografia
Nato nella provincia di Álava, ha iniziato la sua carriera lavorando per la televisione spagnola, partecipando a serie televisive come A las once en casa, El Grupo e Periodistas, per quest'ultima è stato candidato ai Fotogrammi d'argento. Al cinema ha debuttato nel film di Josetxo San Mateo del 2000 Bailame el agua; nel 2001 ha recitato in Mi dulce di Jesús Mora, mentre nel 2003 è stato diretto nuovamente da Josetxo San Mateo in Diario de una becaria. Per Héctor del 2004 è stato nominato al Premio Goya. Nel 2005 ha preso parte al film sui matrimoni gay Reinas - Il matrimonio che mancava.
Dal 2006 è apparso in produzioni internazionali, come Il destino di un guerriero con Viggo Mortensen, L'ultimo inquisitore di Miloš Forman, Savage Grace con Julianne Moore e Eddie Redmayne, e L'amore ai tempi del colera di Mike Newell, dove ha interpretato la parte di Florentino Ariza da giovane. Nel 2011 ha ricoperto un ruolo nel film epico di Roland Joffé There Be Dragons - Un santo nella tempesta.

## Filmografia parziale

### Cinema
- Deadly Cargo - Terrore in mare aperto (Cámara oscura), regia di Pau Freixas (2003)
- Reinas - Il matrimonio che mancava (Reinas), regia di Manuel Gómez Pereira (2005)
- Il destino di un guerriero (Alatriste), regia di Agustín Díaz Yanes (2006)
- L'ultimo inquisitore (Goya's Ghosts), regia di Miloš Forman (2006)
- Savage Grace, regia di Tom Kalin (2007)
- L'amore ai tempi del colera (Love in the Time of Cholera), regia di Mike Newell (2007)
- Che - L'argentino (Che: Part One), regia di Steven Soderbergh (2008)
- Il gusto dell'amore (Bon appétit), regia di David Pinillos (2010)
- There Be Dragons - Un santo nella tempesta, regia di Roland Joffé (2011)
- Dracula 3D, regia di Dario Argento (2012)

### Televisione
- Vivere senza permesso (Vivir sin permiso) – serie TV, 15 episodi (2018-2020)
- La barriera (La valla) – serie TV, 13 episodi (2020)
- Mary & George, regia di Oliver Hermanus, Alex Winckler e Florian Cossen – miniserie TV, puntate 5-6 (2024)